# 윤년 문제
윤년 문제(Leap year problem, 윤년 버그 또는 윤일 버그)는 윤년 계산 오류로 인해 발생하는 디지털(컴퓨터 관련) 및 비디지털 문서와 데이터 저장 상황 모두에 대한 문제이다. 연도, 또는 윤년과 공년의 차이에 관계없이 날짜를 조작하여 발생한다.

## 범주
윤년 버그는 일반적으로 실제 사용에 미칠 수 있는 영향의 정도에 따라 두 가지 범주로 분류된다.
1. 예외, 오류 반환 코드, 초기화되지 않은 변수 또는 무한 루프와 같은 오류 조건을 유발하는 항목
2. 범위 쿼리나 집계의 일대일 문제 등 잘못된 데이터로 이어지는 것